# 時憲暦

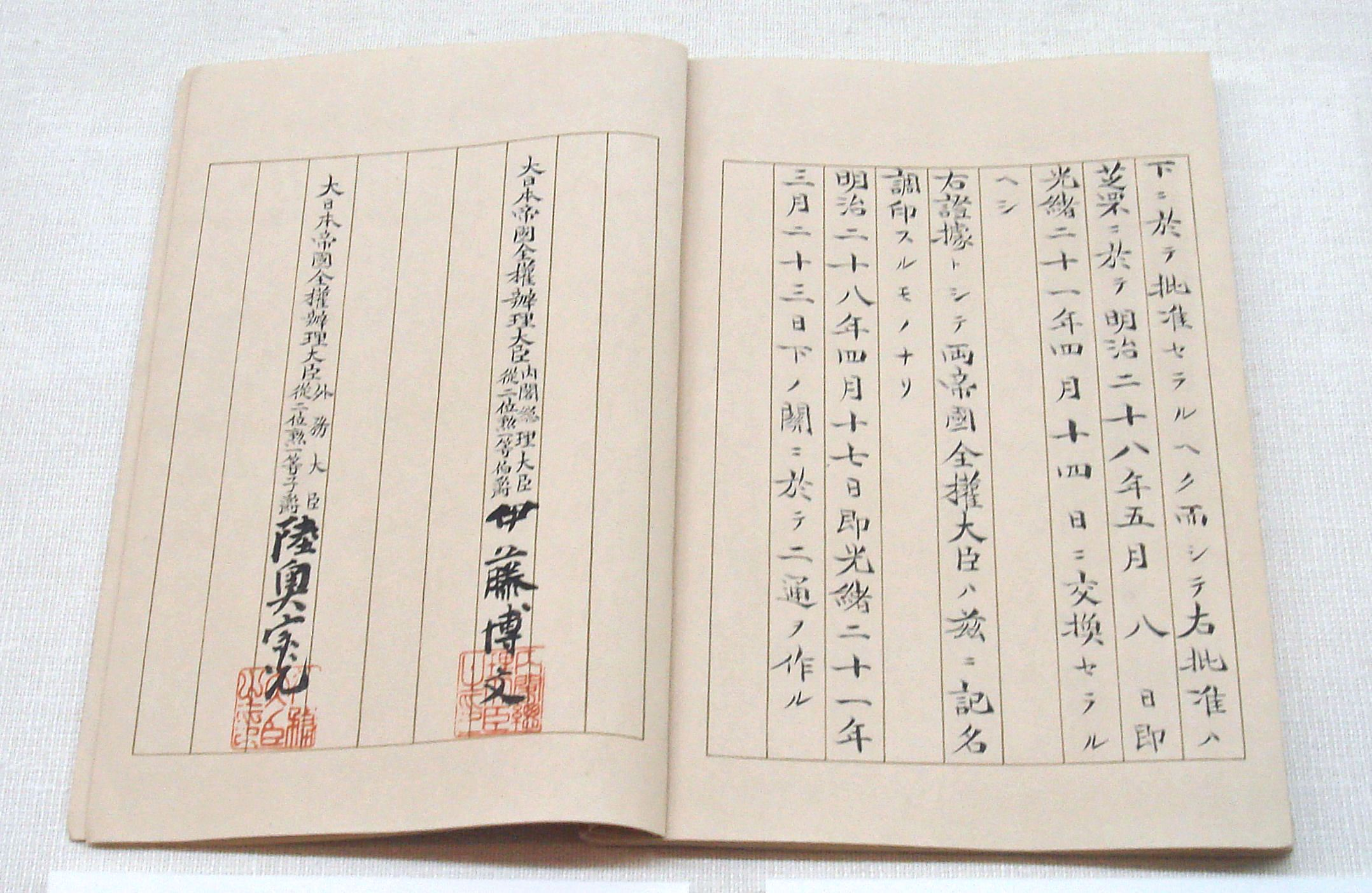
西暦1895年に調印された下関条約。右頁に書かれている締結日は、既にグレゴリオ暦を導入していた日本の日付が「明治二十八年四月十七日」となっているのに対して、時憲暦であった清の日付は「光緒二十一年三月二十三日」となっている。

時憲暦（じけんれき、満州語: ᠸᠣᠷᡤᠣᠨ ᡳ
ᠶᠠᠷᡤᡞᠶᠠᠨ
ᠲᠣᠨ、転写: forgon i yargiyan ton）は、中国暦の一つ。清の中国支配の時代を通して、ほぼ全期間にわたって用いられた。公式の中国暦としては、最後のものである。伝統的な様式にのとった太陰太陽暦であるが、計算には西洋天文学の理論を用いている。
明末の崇禎年間、西洋天文学に基づく改暦事業が進むが、実施に至る前に明清交代を迎えた。順治元年(1644年)の清の入関直後、翌年からの実施が決まる。編纂においては、アダム・シャール(湯若望）らのイエズス会宣教師の貢献が大きい。最初の版では、ティコ・ブラーエとロンゴモンタヌスの理論にほぼ沿っている。その後、背後の理論は二度の大幅な改定を経ている。
また、それまでの中国の暦と異なり、二十四節気を太陽の黄道上の位置で定める定気法を注暦に採用する。ているのも大きな特徴である。
江戸時代後期の日本の寛政暦と天保暦は、時憲暦や付随する暦書の影響を大きく受けており、西洋天文学、ひいては西洋科学の導入につながった。

## 解説
清王朝を通して用いられた時憲暦は、伝統的な体裁の中国暦であるが、天体の運行の計算は西洋天文学に基づいており、ベースとなる理論書は二度変更されている。
まず、最初の版は、アダム・シャール（湯若望）撰『西洋新法暦書』(『新法暦書』）に基づく。これは、明末の改暦事業で編纂された『崇禎暦書』の増補改訂版である。そののち、康熙帝の命により何国宗・梅穀成編纂された『暦象考成』上下編に置き換えられた。この時は、イエズス会士はかかわっていない。少し後に、イエズス会士のケーグラーらが『暦象考成』後編によって太陽と月の理論、および大気差を改訂し、これは乾隆年間から行われた。なお、康煕の暦獄の間は、西洋暦法の使用は停止されていた。
乾隆帝の諱が「弘暦」であったため、中国では「暦」の字の使用を避けて時憲書（じけんしょ、満州語: ᡝᠷᡞᠨ
ᠸᠣᠷᡤᠣᠨ ᡳ
ᠲᠣᠨ ᡳ
ᠪᡞᠳᡥᡝ、転写: erin forgon i ton i bithe）と呼ぶようになった。
このように、外来の天文学が（一部分ではなく、まるごと）正式な暦に採用されたり、外国人が暦の編纂を主導することは、それ以前にない異例のことであった。それまでも、ギリシャ系統の天文学がインドやイスラム圏から流入していたが、表面的な計算方法の紹介にとどまることが多かった。また、正式の暦は中国式の暦算に基づいて、中国人が編纂していた。
ギリシャに起源をもつ西方の天文学は、いくつかの点で伝統的な中国の暦法と根本的に異なっていた。例えば、幾何学的な方法（特に三角法や球面三角法）を駆使するが、これは中国にとっては、全く新しい数学であった。また、地球球体説が採用され、それが暦（特に日食）の計算に大きな役割を果たしていた。地球球体説は、知識人の間に清の終わりまで続く論争を引き起こした。
時憲暦の編纂は、明末の改暦事業に端を発する。これは、崇禎二年九月（1630年）の暦局設置から始まり、総勢60名前後の人員がかかわった大事業で、46種135巻１摺１架に及ぶ『崇禎暦書』（後に増補改訂されて『西洋新法暦書』）の編纂、儀器の製造と観測が含まれていた。この事業の前後に様々な西洋の学問が流入し（西学東漸）、日本や朝鮮への影響も大きかった。
明末はヨーロッパの天文学も大きな変化を経験した時期で、いくつもの理論が競合していた。その中で時憲暦にもっとも影響を与えたのは、ティコ・ブラーエの理論であった。特に、最初の版（『西洋新法暦書』）では、太陽の理論や若干の数値の違いを除くと、ほぼティコ・ブラーエの理論がそのまま用いられた。これは、ある種の天動説ではあるが、地球以外の惑星は全て太陽の周りを周回する。天体の軌道の説明には、中世から引き続いて、円の組み合わせて用いた。この説はガリレオの望遠鏡の観測結果を矛盾なく説明し、かつ世界の中心を地球に留めることが出来た。また、ティコの観測データは当時においては最良のものであった。
しかし、『崇禎暦書』や『西洋新法暦書』の記述は、矛盾や誤り、不十分な点が多かった。それを梅文鼎ら中国の暦算家たちが正し、新たな観測結果を織り込み、理論にも若干の工夫を加えたのが『暦象考成』上下編である。この編集においては、宣教師に依存せず、康煕帝の時代に国内で育成した人材を用いている。
この動きに危機感を感じた宣教師側は、より新しく精度の高い天文学の理論を提示することになる。そこで、『暦象考成』後編の段階になると、太陽の運動についてケプラーの楕円軌道が、月の運動に関してホロックスとニュートンの理論が取り入れられた。ただし、地球を中心に理論を書き直し、ニュートンの力学は全くふれられていない。
太陽中心説（地動説）が取り入れられなかった理由としては、17世紀前半においては確立していない新説だったこと、正確な暦の作成に力点があったことに加え、ガリレオ裁判の影響があげられる。このため、太陽中心説は言及すら避けられていた。18世紀の中頃（上記の『暦象考成』後編の後）になると、ミシェル・ブノワ(蔣友仁)によって中国に地動説が伝えられるが、このころには天動説的な理論が中国に根付いてしまっていた。
時憲暦には、背後にある理論だけでなく、注暦においても新規な部分がある。重要な点としては、二十四節気の定め方が異なっていることが挙げられる。それまで一年を時間的に二十四等分していた(平気法）のを改め、黄道を二十四分割し、分点に来た時点をもって節季を定める(定気法）。これにより、閏月の計算は複雑さを増すことになった。定気法の注暦への導入の是非については、当時から現在に至るまで、様々な議論がある(詳しくは平気法,または定気法の項目を参照)。

## 『西洋新法暦書』(『新法暦書』）
明の末期、ヨーロッパの天文学に基づく暦書の編纂と、観測機器の整備を含む、大規模な編暦事業が徐光啓の主導のもと、推進された。この成果の一つが、五回にわけて進呈された『崇禎暦書』46種135巻１摺１架であった。
徐光啓の意図は、表面的な計算方法だけでなく、将来の改訂に必要となる知識も含めて導入することであった。そこで、基本的な数学や地球球体説から説き起こし、天体の運行の理論、具体的な計算方法と数表、観測機器と使用法の解説、さらに古今東西の天文観測記事が豊富に含まれる、総合的な叢書となっていた。著作と平行して観測機器が製作され、月食による理論の検証が二度にわたって行われた。観測は、『崇禎暦書』完成後も引き続きおこなわれた。
学術面でこの事業を主導したのは、イエズス会所属の科学者たちであった。宣教師の一部は欧州に戻り、1620年に新たな宣教師と7000冊に及ぶ書物と機器を伴って戻ってきた。本事業で最も重要な役割を果たしたヨハン・シュレック（ラテン語名はテレンツ、鄧玉函、1576-1630、事業開始後、程なくして死去)）、アダム・シャール（湯若望,1591-1666）、ジャコム・ロー（Giacomo Rho, 羅雅谷， 1593-1638)は、この時に中国にやってきた。
『崇禎暦書』は崇禎七年十一月二十四日（1634年）まで、五回に分けて進呈された。しかし暦法が施行されぬまま、崇禎十三年（順治元年）三月（1644年）に明は滅亡した。同年五月、清軍は北京を占領して行政を掌握する。このとき、アダム・シャールは『崇禎暦書』を進呈、
さらに、その八月に起きる日食の予測を報告した。この観測結果を待つことなく、七月に時憲暦として順治二年より実施することが決まった。アダム・シャールは暦局に残った人員の協力を得て、『崇禎暦書』を増補改訂して、同年十月に『西洋新法暦書』32種103巻として進呈、これを待って「順治二年時憲暦」が頒行された。直後の十一月からは、アダム・シャールが欽天監を掌握することになった。
『西洋新法暦書』には、『遠鏡説』などの宣教師の著作や、徐光啓『治暦縁起』十二巻（徐光啓の上奏を集めたもの）が組み込まれ、『崇禎暦書』に含まれていた部分においても、増補がおこなわれている。以後増補され、康煕初年までに105巻になる。康煕の暦獄を経て、康煕十二年（1673年）にフェルディナント・フェルビースト（南懐仁）によって、「西洋」を落として『新法暦書』と改名された。乾隆年間に編集上の改訂をへて、『新法算書』100巻として四庫全書におさめられる。
『崇禎暦書』は様々な文献をもとに編纂され、天文学の百科事典のようであった。天文学の様々な側面を網羅している上に、惑星の理論においてはプトレマイオス,コペルニクス、ティコ・ブラーエの三者の理論を比較しながら論じいる（ただし、コペルニクスの理論は地球を中心にして書き直したもの）。また、中国の過去の観測記録を紹介した部分や、観測とのよりよい一致をめざして改変を加えた部分もある。
様々な情報源の中でもっとも影響が大きかっったのは、ティコ・ブラーエの"Astronomiae Instauratae Progymnasmata”と、ティコの第一助手だったロンゴモンタヌスの"Astronomia Danica"である。
『崇禎暦書』および『西洋新法暦書』は、数度にわたる改変がみとめられ、少なくとも一度は大幅な改変を経ているとされる。ただし、『崇禎暦書』の完本が未発見のため、不明な点も多い。
『崇禎暦書』,『西洋新法暦書』には、首尾一貫しない記述や不十分な説明が多くあるが、このことは明末清初からすでに指摘されていた。例えば、太陽の理論を記した『日躔暦指』と計算のための数表『日躔表』、そして『日躔表』付属の解説はどれも整合しない。そのほか、金星や月の『暦指』と『表』においても、様々な矛盾や誤りがあった。日月食の計算については、記述が不十分であった。こういった問題点は、最終版である『新法暦書』にも多数残っており、明末清初の中国の暦算家を悩ませた。

## 康煕の暦獄による中断と復活
西洋暦法には、漢人の知識人やイスラム系の天文学者の間に根強い反対があった。前者の反対は、キリスト教、西洋文明との関係や、暦の文化的な側面が議論の中心であった、こういった不満が順治帝の突然の死をきっかけに噴出したのが康煕の暦獄といわれる事態で、康煕三年（1664年)から康煕八年（1669年）まで続く。この間、西洋暦法は停止、イエズス会の宣教師は欽天監を離れ、一部を除いて北京から追放、教会は閉鎖された。アダム・シャールは収監され、釈放後ほどなくして死去している。
欽天監の監正には、民間で反キリスト教・反西洋暦法の主張を展開していた楊光先（1597年-1669年）が就任した。また、新たに満州人の監正もおかれることになり、馬祜が就任した。彼らは暦法の専門家ではなく、暦の計算はイスラム系天文学者の吳明炫が副監として担った。暦法は明の大統暦によったとも、あるいは回回暦とを混合して用いたともいわれる。しかし、新体制は欽天監内部の支持も十分でなく、暦の編集は混乱し、年に二度の閏月の設置を奏上する、異例の事態が生じていた。
順治帝崩御の時には康煕帝は幼少で、一連の措置は摂政のオボイらによるものであった。康煕帝は、オボイらの動向に注意しながら、慎重に事態の収拾に乗り出した。このころ、北京にフェルディナント・フェルビースト(南懐仁）ら宣教師が北京に残留してることに康熙帝]は気が付いた。そこで、宣教師らも含めて、専門家全員が協力して欽天監を立て直すよう詔勅を下す。
しかし、楊光先、吳明炫、フェルビーストらの議論は紛糾した。フェルビーストは天体の位置の予測の精度で議論を決することを提案するが、楊光先にとっては暦の文化的な側面が主張の中心であったから、この案に反対した。暦の知識の乏しい康煕帝も高官らも判断に迷うことになるが、結局は1669年にフェルビーストの提案に沿った観測が高官らの臨検のもと行われ、西洋暦法の復活が決まった。
楊光先と吳明炫は欽天監を去り、かわってフェルディナント・フェルビーストが欽天監監副に任じられた。このあと、同年中に康熙帝は権力を握っていたオボイらを粛清する。
フェルビーストは1669年から70年にかけて新たな観測機器導入し、1678年までに『康煕永年暦』を編纂、以後の暦の編纂の基準にする。『康煕永年暦』の理論は『西洋新法暦書』とかわらないものの、太陽に関する数値は改訂されている。
『西洋新法暦書』は康煕十二年（1673年）、フェルビーストらによって改訂され、『新法暦書』(100巻)と書名を変えた。また、暦獄以前は時憲暦の表紙に「依西洋新法」と書かれていたが、楊光先の主張で「奏准」へと変更され。暦獄以降もそのままであった。フェルビーストが欽天監監正に任じられることはなく、満州人と漢人の監正が任命された。

## 『暦象考成編』上下編
暦獄の収集ののち、康煕帝はフェルビーストに数学と天文学を学ぶ。後にフランスからイエズス会士が新たに派遣されてくると、彼らから数学を重ねて学び、宣教師らと丁寧なノートを編集する。
そして1711年、康熙帝は欽天監とは独立に夏至の計算と観測を遂行し、両者のずれを認め、欽天監に説明を求めた。これをきっかけに、暦法の改訂が始まった。これに先立つ典礼論争で康煕帝はキリスト教への警戒心を高めていたから、この改訂は宣教師たちを排除して行われることになった。かねてより、皇帝は歴史書などの編纂の過程で、漢人の知識人たちとのつながりを深めていた。
宣教師に代わって改訂を仕切ったのは、全国から集められた若者たちで、北京に集められて西洋の数学や天文学を学んだ。その中には、江南で西洋の暦算を研究していた梅文鼎の孫の梅穀成や、欽天監の官吏の子息の何国宗らがいた。彼らが編纂したのが『暦象考成』(上下編および表)（『律暦淵源』所収）である。これは『崇禎暦書』がところどころ首尾一貫せず、数表と暦理に食い違いが見られたのを改め、全体的に整理されている。
太陽系の構造は、ティコ・ブラーエやロンゴモンタヌスと異なり、火星、木星、土星は地球を周回するように理論を改めている。
太陽の位置の計算の誤差がこの改正作業の発端であったことに鑑み、太陽の運行については格別の注意が向けられた。
『崇禎暦書』系列の暦書では、ティコ・ブラーエも用いていた古来からの離心円の理論が説明されている。一方、数表を検討すると、ケプラーも推奨したエカントを用いた理論で計算されていることがわかる。さらに『暦象考成』では、エカントをアル・シャーティルやティコの惑星の理論と同様に、二重周転円に置き換えている。この書き換えは、しかし数値的には目立った変化はもたらさなかった。
また、『暦象考成』では、太陽（すなわち地球）の軌道要素を改めて推定し直している。しかし、これも最終的には旧来の値にほぼ落ち着いている。

## 『暦象考成』後編と楕円軌道
この改訂版も、基本的な構造や定数はティコおよびロンゴモンタヌスに基き、乾隆年間に入ると古さが目立ってきた。そこで改めてイエズス会士のケーグラーらに主催させて『暦象考成』後編十巻を編んだ。これに基づく暦も、やはり『時憲暦』という。ここでは太陽の軌道にケプラーの楕円軌道が用いられ、月の理論はホロックスやニュートンと同じく、楕円軌道と周転円をくみあわせたものであった。また、地平視察および大気差がティコの誤差の大きな値からカッシーニによる精密なものに変え、惑星の軌道要素も改定された。

## 受容
時憲暦は燕行使によって李氏朝鮮に持ち込まれた。また『崇禎暦書』『暦象考成』は江戸時代の日本に舶来し、暦学者に読まれた。

## 暦の廃止とその後
中国では、1912年の中華民国建国および清朝滅亡まで時憲暦が使われていた。中華民国は建国と同時にグレゴリオ暦（太陽暦）を採用し、さらに清朝が滅亡すると中国全土でも同暦が正式な暦となったため、時憲暦は現在まで公式な暦として中国最後の太陰太陽暦となっている。
その後さまざまな変転があったが、21世紀現在でも春節の日取りは旧暦（= 時憲暦）をもとに決定することになっているため、公的にも一部残存する形となっている。

## 明末の改暦事業と『崇禎暦書』
明を通して正式な暦とされたのは、元の授時暦を若干改良した大統暦で、イスラム天文学に基づく回回暦も参考にされた。ところが、明の半ばにさしかかる前の15世紀において、すでに大統暦の月食の予報の誤差が指摘され、改暦の議論が起きた。その後も断続的に改暦が提起され、明末にいたると、いよいよ改暦の流れは強くなってきた。そして、万暦三十八年 (1610) 十一月壬寅の日 (12月15 日）の欽天監の日食の予報は，またもや誤りがあった。邢雲路らはこの問題を中国暦の改良で対処しようとした。一方、イエズス会の宣教師らと交流のあった李之藻は、1613年、西洋の天文学書の翻訳を上奏し（「請訳西洋暦法等書疏」）、その中で西洋天文学の長所を列挙した。
この時期のイエズス会の宣教師らは、しかし、改暦を担う準備はできていなかった。そこで、情報収集と人材確保のため、1612年、ニコラス・トリゴーらはヨーロッパへ向けて旅立つ。彼らは、欧州各地を回り、ケプラーから情報提供の約束をとりつけている。そして、アダム・シャール（湯若望,1591-1666）、ジャコブス・ロー（羅雅谷， 1593-1638), シュレック（改名後はテレンツ、鄧玉函、1576-1630)）ほか数名のイエズス会の科学者を含む新たなメンバーを確保し、1620年、7000冊を超える書物とともに厦門に到着する。
そして、崇禎帝の治世になって天啓年間 (1621-27) の宗教弾圧が終わると、西洋の学問に通じ、かつ高い官位（左侍郎）を得ていた徐光啓の主導のもと、『崇禎暦書』編纂にむけたプロジェクトに向けた準備が始まる。ちょうどそのころ、1629年6月21日（崇禎二年六月初一日）に日食の発生が予想された。そこで、暦法の間で日食の予報の比較がおこなわれた。そして、大統暦に対して決定的とはいわぬまでも、優位な結果を残した。これに加えて徐光啓の政治力もあり、西洋の暦法をもとにした改暦がスタートすることになった。
『崇禎暦書』の編纂にあたっては、元の時代の授時暦の編纂の経緯を意識して、最新の機器による観測も計画され、理論の検証が並行して行われた。また、新たな人員の発掘と育成も急務とされた。
この事業の統括のため、「協理」、「分理」という職が設けられ、七名の「暦局」、十名の「知暦」を選抜した。完成までに携わった人員の数は、のべ60人前後に上る。先に万暦年間に西洋天文学書の翻訳を奏上した李之藻も参画し、執筆で大きな貢献をしている。
また、「西洋天学遠臣」に宣教師のロンゴバルディとシュレックが任じられ、後にシュレックが1630年に死去したのちには、ローとアダム・シャールが後任になった。
暦局の正式の開設は崇禎二年九月二十二日であり、『崇禎暦書』は崇禎七年十一月二十四日（1634年）まで、五回に分けて進呈された。その分量は、全135巻 1 摺 1 架にのぼる。また、崇禎三年十月十六日の月食と崇禎三年末に出された翌年 (1631 年）四月十五日の皆既月食の予報で、新暦法の検証をしている。
この間、崇禎六年 (1633年) の第三次進呈で事業の完成のめどをつけた徐光啓は、事業の指導者を後継者の李天経に託し、1632年から礼部尚書兼東閣大学士つまり宰相として入閣することになるが，翌年1633年末、事業の完成を見る前に病死した。